# Eupithecia inanis
Eupithecia inanis là một loài bướm đêm trong họ Geometridae.